# Stay Hard
Stay Hard es el cuarto álbum del grupo británico de heavy metal Raven, lanzado en 1985. 
Este es el primer álbum grabado en los Estados Unidos para la multinacional Atlantic Records, después de su época en el sello inglés Neat.
El disco muestra un sonido más pulido y melódico que sus trabajos anteriores.

## Lista de canciones
Todas las canciones fueron escritas por John Gallagher, Gallagher Mark y Rob Hunter

| N.º | Título                      | Duración |  |
| 1.  | «Stay Hard»                 | 2:59     |  |
| 2.  | «When the Going Gets Tough» | 2:34     |  |
| 3.  | «On and On»                 | 3:54     |  |
| 4.  | «Get It Right»              | 4:49     |  |
| 5.  | «Restless Child»            | 2:45     |  |
| 6.  | «The Power and the Glory»   | 3:37     |  |
| 7.  | «Pray for the Sun»          | 4:22     |  |
| 8.  | «Hard Ride»                 | 3:15     |  |
| 9.  | «Extract the Action»        | 3:04     |  |
| 10. | «The Bottom Line»           | 3:37     |  |

### Bonus track de la reedición en CD
| N.º | Título                | Duración |  |
| 11. | «Gimme Just a Little» | 3:56     |  |
| 12. | «Do or Die»           | 3:59     |  |

## Alineación
- John Gallagher - bajo, voz
- Mark Gallagher - guitarra
- Rob "Wacko" Hunter - batería